# Sankuyo
Sankuyo is een dorp in het district North-West in Botswana. De plaats telt 410 inwoners (2011).